# Nant Brun
Pour les articles homonymes, voir Nant (homonymie).
Le Nant Brun est une rivière française du département de la Savoie, en région Auvergne-Rhône-Alpes, et un affluent gauche du doron de Belleville, c'est-à-dire un sous-affluent du Rhône par le doron de Bozel et l'Isère.

## Géographie
D'une longueur de 10,9 kilomètres,

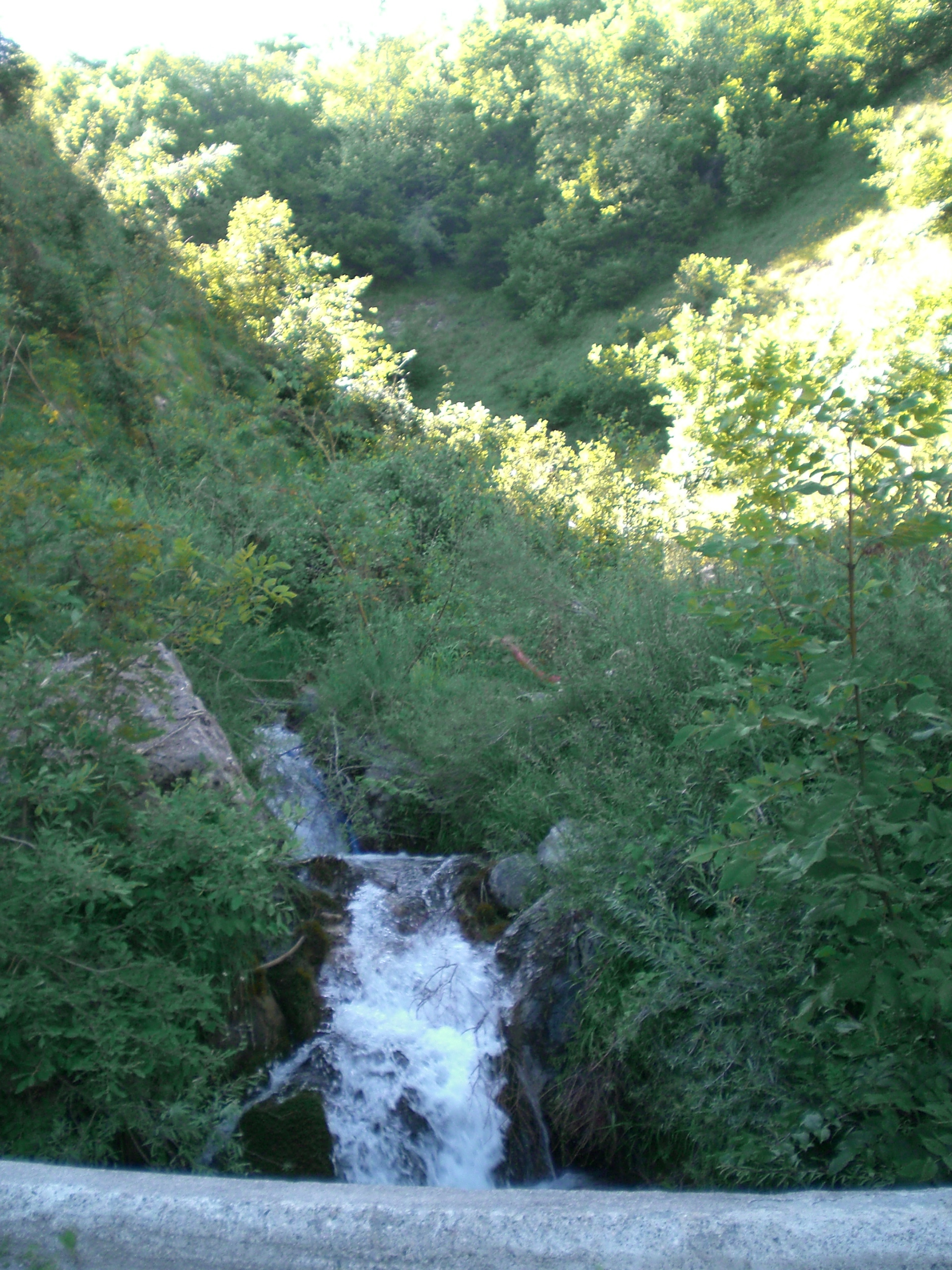
Le Nant Brun aux deux Nants

le Nant Brun prend sa source sur la commune de Saint-Jean-de-Belleville à 2 500 mètres d'altitude, entre le Grand Coin (2 729 m) et les Aiguilles de la Grande Moendaz (2 696 m), près du col du Bonnet du Prêtre (2 461 m).
Il coule globalement du sud vers le nord-est.
Il conflue sur les deux communes de Saint-Jean-de-Belleville et Saint-Martin-de-Belleville, à 927 mètres d'altitude, près du lieu-dit le pont Béroud et en face du village de Planvillard (1 150 m d'altitude).

### Communes et cantons traversés
Dans le seul département de la Savoie, le Nant Brun traverse deux communes et un canton :
- dans le sens amont vers aval : (source) Saint-Jean-de-Belleville, Saint-Martin-de-Belleville, (confluence).

Soit en termes de cantons, le Nant Brun prend source, traverse et conflue dans le même canton de Moutiers, dans l'arrondissement d'Albertville.

### Bassin versant
Le Nant Brun traverse une seule zone hydrographique « Le Doron de Bozel du Doron de Belleville inclus à l'Isère » (W024) pour une superficie de 664 km2.
Le bassin versant du Nant Brun est égal à la superficie de la commune de Saint-Jean-de-Belleville amputé de la partie nord à partir du ruisseau du Gollet soit environ 50 km2.

### Organisme gestionnaire
L'organisme gestionnaire est un EPTB : le Syndicat mixte des bassins hydrauliques de l'Isère : le Symbhi.

## Affluents

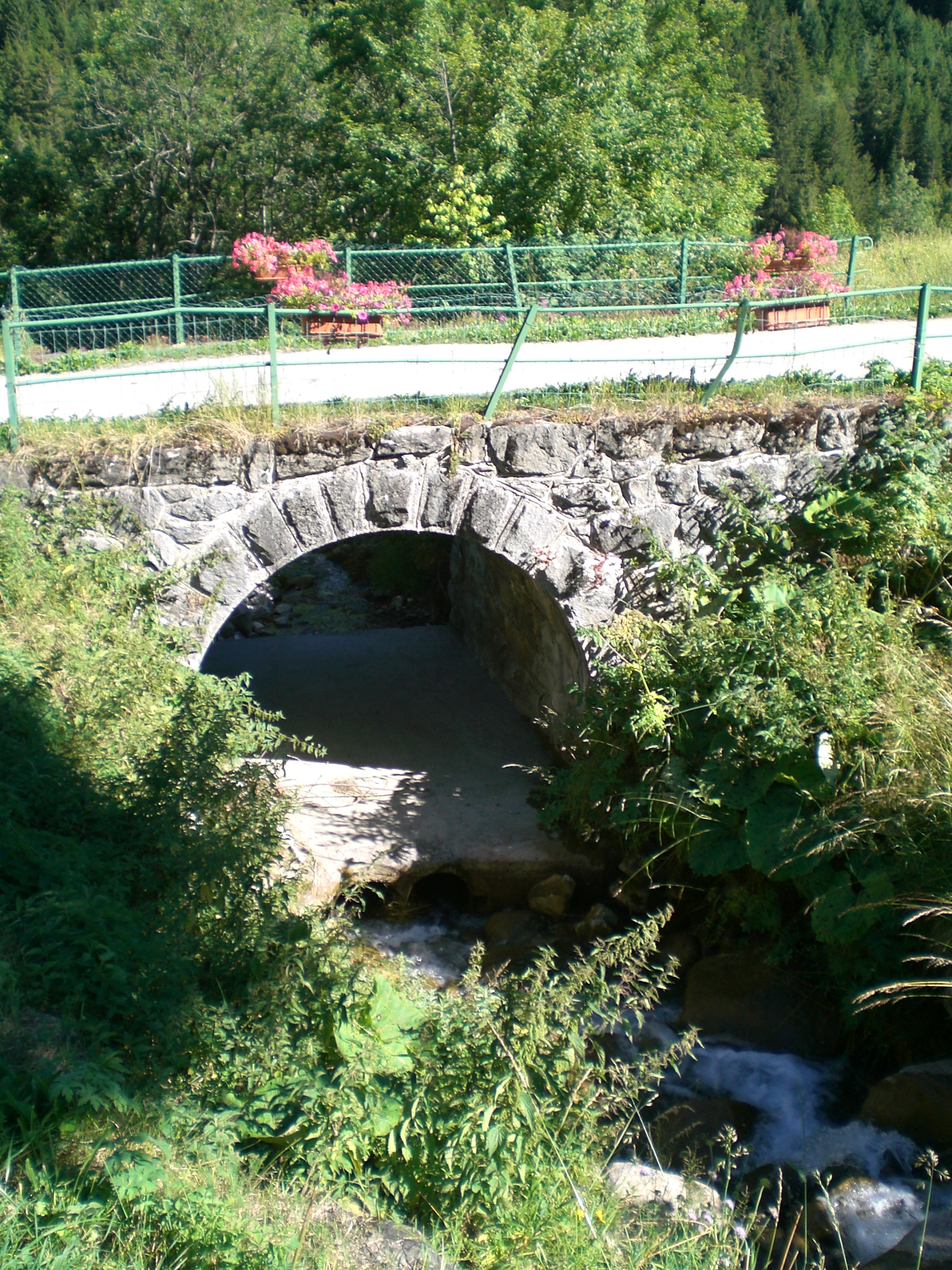
Le Nant Brun aux deux Nants - le pont

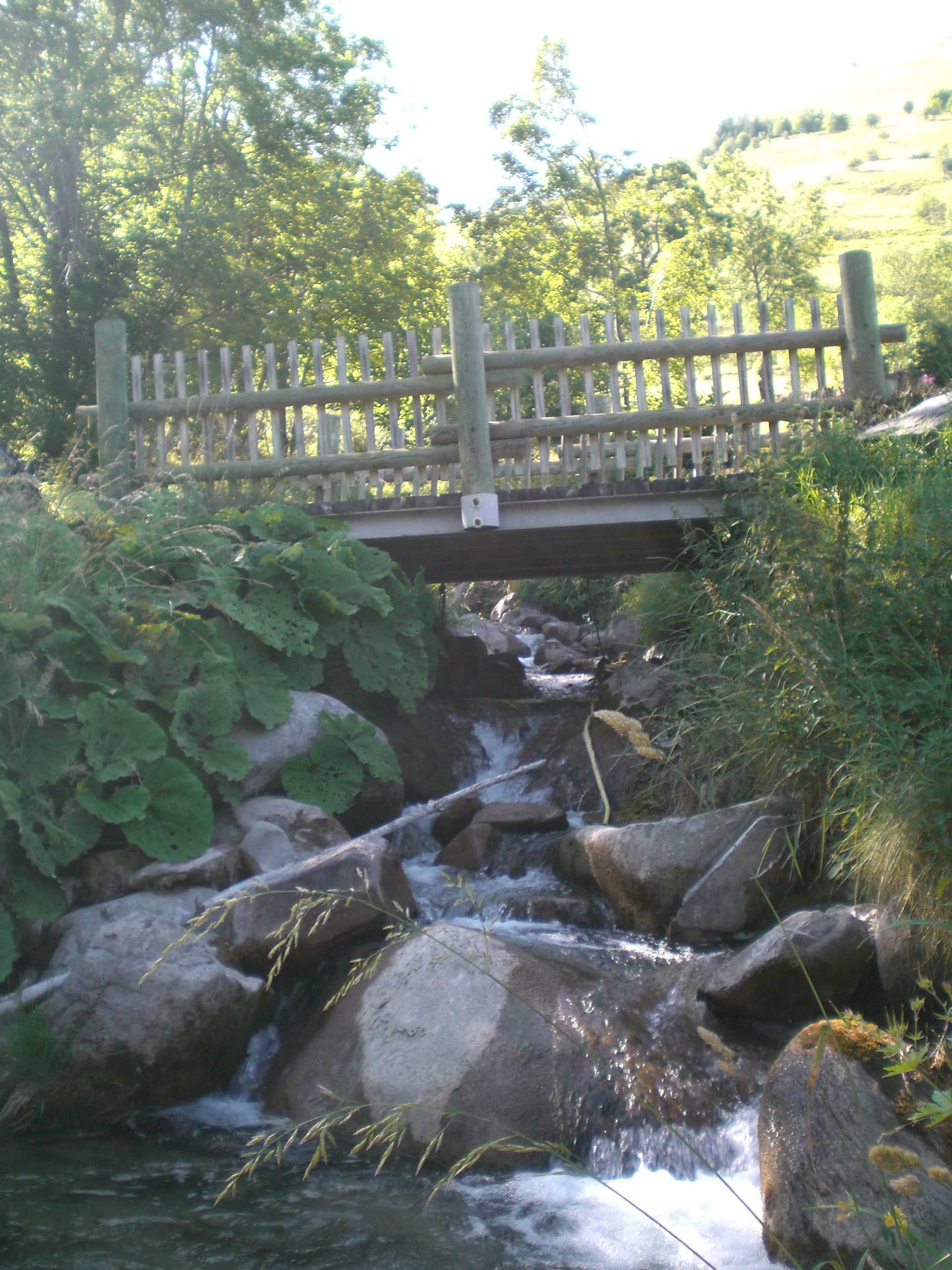
Le Nant Brun aux deux Nants - la passerelle

Le Nant Brun a huit affluents référencés :
- le ruisseau de Valbuche (rg) 2,9 km, sur la seule commune de Saint-Jean-de-Belleville[notes 2].
- le ruisseau du Fût (rg) 1,3 km, sur la seule commune de Saint-Jean-de-Belleville[notes 3].
- le ruisseau des Combes (rg) 1,6 km, sur la seule commune de Saint-Jean-de-Belleville[notes 3].
- le torrent de la Platière (rg) 5,4 km[7], sur la seule commune de Saint-Jean-de-Belleville[notes 4] avec deux affluents :
  - le torrent des Povatages (rd) 1,7 km, sur la seule commune de Saint-Jean-de-Belleville prenant source au nord-est du Bellachat ou Pointe du Mont du Fût (2 922 m).
  - le ruisseau du Cheval Noir (rg) 2,2 km, sur la seule commune de Saint-Jean-de-Belleville[notes 5] prenant source au sud du Cheval Noir (2 832 m)[8] par les petits lacs du Cheval Noir.
- le ruisseau d'Orgentil (rg) 4 km, sur la seule commune de Saint-Jean-de-Belleville[notes 3] qui prend source au sud-est de la pointe du Mottet (2 592 m) et au nord-est du Cheval Noir (2 832 m).
- le ruisseau de Plan Groey (rg) 1,2 km, sur la seule commune de Saint-Jean-de-Belleville[notes 3].
- le ruisseau de Paravoul (rg) 1,8 km, sur la seule commune de Saint-Jean-de-Belleville[notes 3].
- le ruisseau du Doray (rg) 2 km, sur la seule commune de Saint-Jean-de-Belleville[notes 3] avec un affluent :
  - le ruisseau du Flat (rg) 0,85 km sur la seule commune de Saint-Jean-de-Belleville selon Géoportail.

Géoportail ajoute en rive droite, 
- la Combe de Prez Bégnay (rd) 1,25 km qui prend source au nord de la pointe de Praz Bégnay (2 421 m) et des rochers de Praz Bégnay (2 541 m).
- le ravin de Salerme (rd) 1 km qui prend source à l'ouest de la Dent (2 295 m).
- le ruisseau de l'Arpettaz (rd) 0,7 km prend source à l'ouest de la Pointe de Daillait (20 455 m).
- le Nant de Clou (rd) 0,5 km

### Rang de Strahler
Le rang de Strahler est donc de trois.

## Aménagement hydroélectrique
EDF a installé une galerie souterraine captant les eaux du Doron des Allues, du Doron de Belleville, du Torrent des Encombres, du Nant Brun (prise d'eau des Deux Nants), du Morel  de l'Eau Rousse, du Bridan et du Nant-Pérou. Elle conduit ces dernières au Barrage de la Coche, construit en 1972 et situé à 1 400 m d'altitude. Sa capacité est de 2,1 millions de m3. Ces eaux sont ensuite turbinées à la centrale de La Coche (Commune d'Aigueblanche). C’est sur ce site qu’a été expérimentée la première station de transfert d’énergie par pompage, pour utiliser les excès de kWh d’origine nucléaire en heures creuses. Ces kWh inutilisés servent à pomper et à refouler l’eau du bassin d’Aigueblanche vers la centrale de La Coche.

## Écologie et tourisme

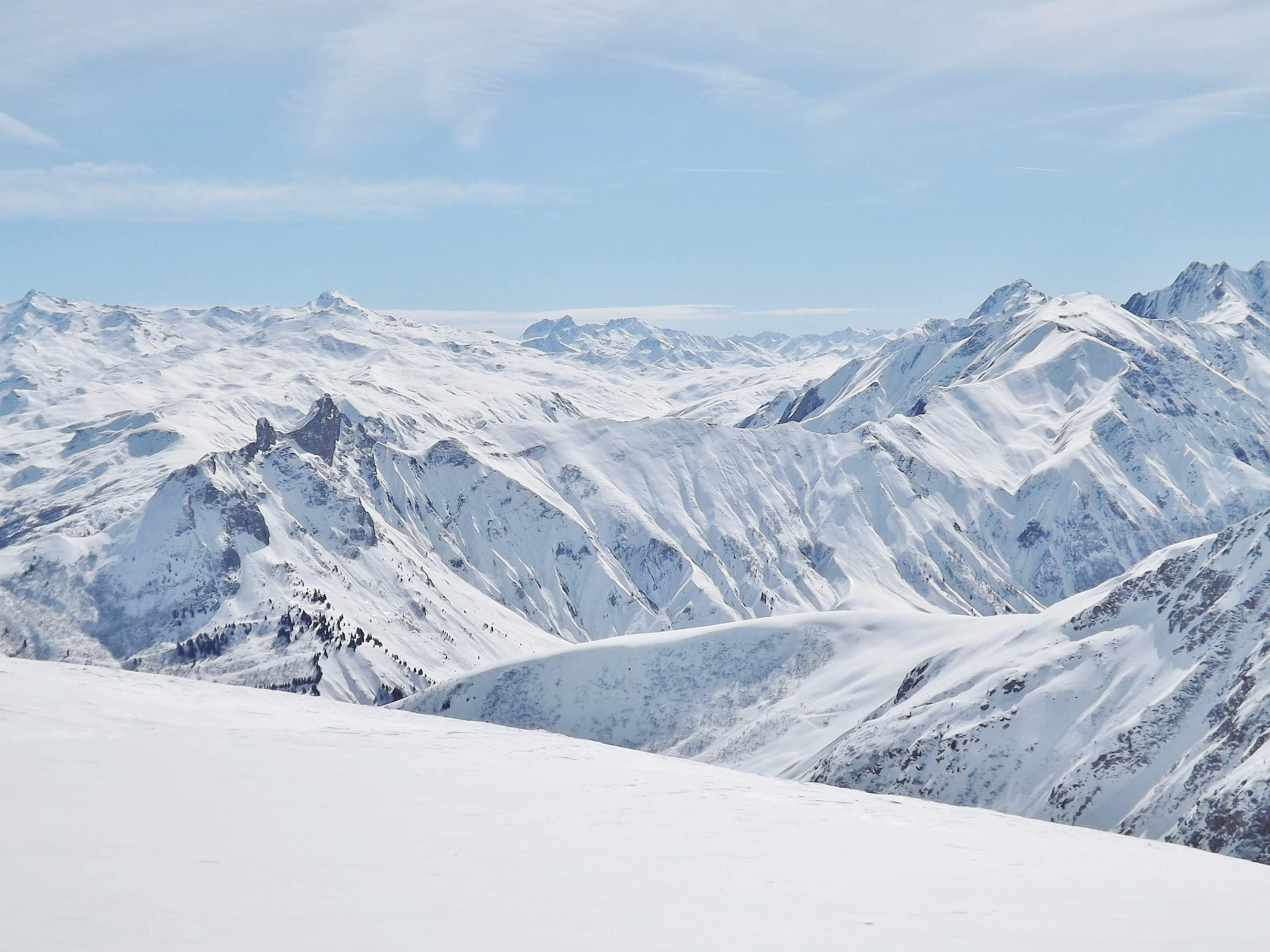
Haute vallée du Nant Brun en hiver.

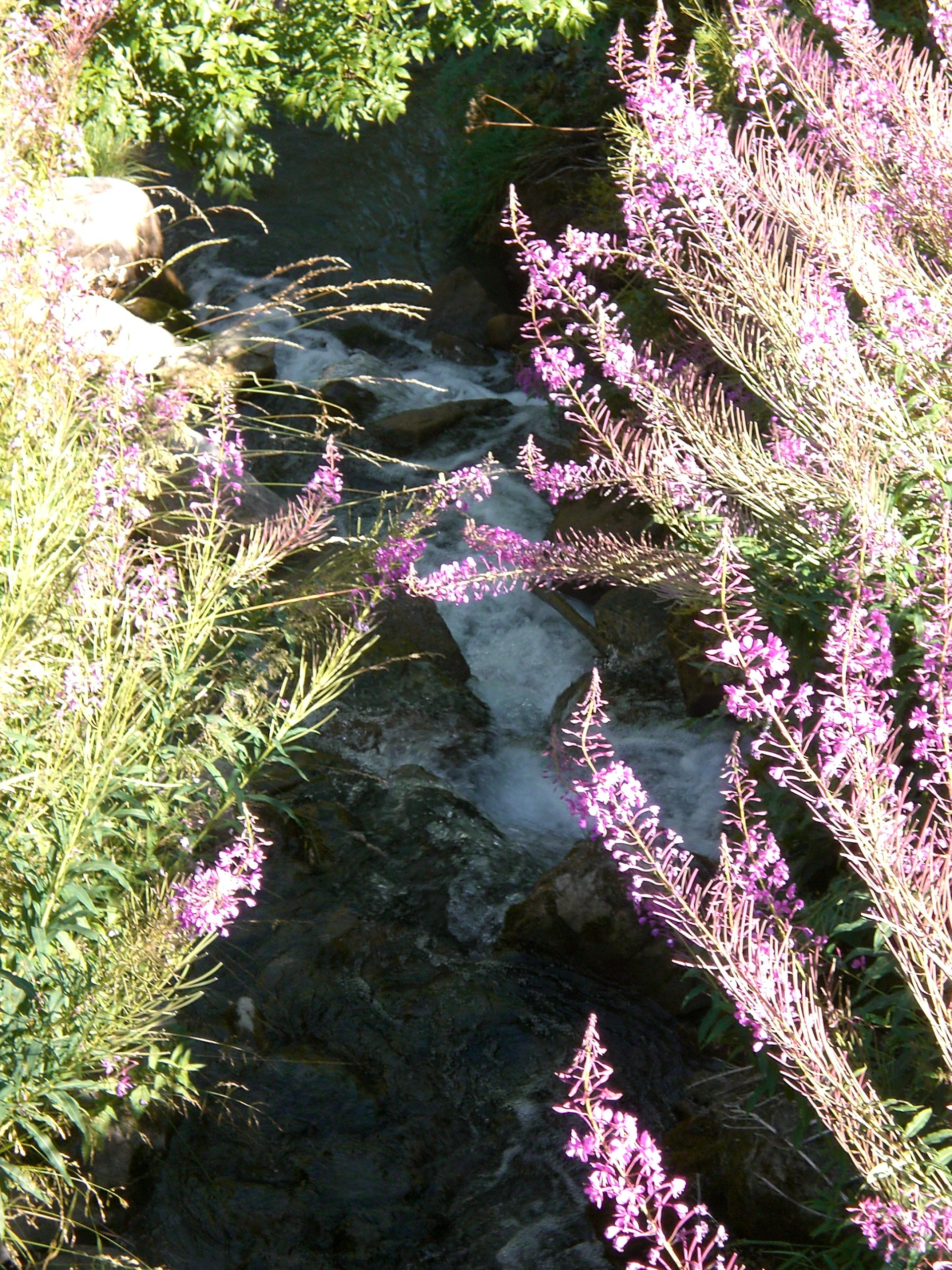
Le Nant Brun aux deux Nants - Digitales.

La vallée du Nant Brun est une vallée sauvage, avec moins d'aménagement touristiques que sa voisine la vallée des Encombres
La vallée du Nant Brun réserve beaucoup de découvertes animales, végétales et écologiques, tels que chamois et bouquetin des Alpes, aigle royal, crave à bec rouge, galliformes de montagne.
La haute vallée du Nant Brun est une ZNIEFF de type 1 depuis 2007 pour une surface de 2761 hectares, sur les cinq communes de Châtel, Hermillon, Montaimont, Saint-Jean-de-Belleville et Saint-Martin-de-Belleville sous le numéro 820031304